# Liste zerstörter Denkmale in Gera
Die nachstehende Liste zerstörter Denkmale in Gera beinhaltet:
1. Zerstörte Gebäude in der kreisfreien Stadt Gera in Thüringen, die nach § 2 Abs. 1 ThDSchG von 1992 als Einzeldenkmale in der Liste der Kulturdenkmale in Gera eingetragen waren und
2. weitere nicht mehr vorhandene und aus heutiger Sicht denkmalwürdige Gebäude.

| Bild | Name | Lage                                | Erbaut    | Zerstört  | Bemerkungen, Einzelnachweise                                        |
| ---- | --- | ----------------------------------- | --------- | --------- | ------------------------------------------------------------------- |
|      | Schloss Osterstein | Gera                                | 1200      | 1962      | Nach Bombenschäden 1945 erfolgten 1962 Sprengung und Abtragung.     |
|      | Etagenmietshaus | Gera, Clara-Zetkin-Straße 17        | 1890er    | nach 2005 | abgebrochen                                                         |
|      | Reithalle, ehemaliges Reithaus der Aktiengesellschaft „Geraer Reitclub“                                                 | Gera, De-Smit-Straße 27             | 1871      | nach 2005 | nach jahrelangem Verfall abgebrochen                                |
|      | Produktionsgebäude der ehemaligen Kammwollwarenfabrik Focke & Co.                                                       | Gera, Geschwister-Scholl-Straße 4–6 | 1869      | 2000      | abgebrochen                                                         |
|      | Fabrik- und Verwaltungsgebäude, Hallen unter Sheddächern der ehemaligen Färberei- und Appreturanstalt Carl Louis Hirsch | Gera, Geschwister-Scholl-Straße 24  | 1893      | ca. 2020  | abgebrochen                                                         |
|      | Ziegelwerk mit Ringofen                                                                                                 | Leumnitz, Leumnitzer Straße 50      | ab 1876   | 1999/2000 | abgebrochen                                                         |
|      | Mietshaus | Gera, Louis-Schlutter-Straße 10     | 1902/03   | nach 2005 | abgebrochen                                                         |
|      | Fabrik Focke & Luboldt, Barthsche Sternwarte                                                                            | Gera, Mühlengasse 8                 | 1732      | 1996      | bekannt als „Bettelburg“; nach jahrelangem Leerstand abgerissen.    |
|      | Fabrikschornstein der ehemaligen Färberei und Appreturanstalt Heinrich Schlott                                          | Gera, Reichsstraße 13–15            | 1888      | 2000      | abgebrochen                                                         |
|      | Wohnhaus, ehemaliges Brückenzollamt                                                                                     | Gera, Straße des Friedens 2         | 1874      | 2005      | abgebrochen; inzwischen neu bebaut.                                 |
|      | Fabrik- und Verwaltungsgebäude der ehemaligen Eisengießerei und Maschinenfabrik Karl Wetzel                             | Gera, Tschaikowskistraße 3          | 1877–1925 | 1995–2003 | später „WEMA Union“; sukzessive abgebrochen; inzwischen neu bebaut. |